# TED (organisation)
 For alternative betydninger, se TED. (Se også artikler, som begynder med TED)
TED er et akronym for en non-profit-organisation, der organiserer konferencer, som har til formål at udbrede "idéer, der er værd at sprede". Bogstaverne i akronymet dækker over Technology, Entertainment, Design -Teknologi, Underholdning, Design. Siden juni 2006 har foredrag fra konferencerne været frit tilgængelige på internettet under en Creative Commons licens via organisationens websted. I juli 2010 var der over 700 foredrag frit tilgængelige online; i januar 2009 var talerne blevet set over 50 millioner gange. Det tal var vokset til over 290 millioner sete taler i juli 2010, hvilket viser et voksende globalt publikum.
TED blev oprindeligt skabt i 1984 som en enkeltstående begivenhed. Fra 1990 blev konferencerne afholdt årligt i Monterey i Californien. Da TED opstod omkring Silicon Valley var fokus fra starten centreret omkring teknologi og design. Nu afholdes de amerikanske konferencer i Long Beach og Palm Springs i Californien, med flere konferencer forskellige steder i Europa og Asien, og talerne kan streames live. De behandler en stadig bredere række af emner inden for forskning og anvendelse af videnskab og kultur. Talerne får op til 18 minutter til at præsentere deres idéer på den mest opfindsomme og engagerende måde, de kan. Tidligere talere inkluderer Bill Clinton, Jane Goodall, Malcolm Gladwell, Al Gore, Gordon Brown, Richard Dawkins, Bill Gates, Googles skabere Larry Page og Sergey Brin, Jimmy Wales, såvel som mange Nobelprisvindere. TEDs nuværende formand er den britiske tidligere computerjournalist og bladudgiver Chris Anderson.
I Danmarks arrangeres konferencerne under licens af reklamebureauet Wemind.
Özlem Cekic har været inviteret til at give en international TED-talk.